# SC Petit-Waret
Sporting Club Petit-Waret is een Belgische voetbalclub uit Petit-Waret, een gehucht van Landenne, deelgemeente van Andenne. De club is aangesloten bij de KBVB met stamnummer 7347 en de clubkleuren zijn groen en wit. De club speelde het grootste deel van haar bestaan in de provinciale reeksen, maar speelde een paar jaar in de nationale reeksen.
De ploeg draagt de bijnaam "les Biwacks". Dit zou een vervorming zijn van het woord "Bivouac"; het marktplein van Petit-Waret zou immers ooit gediend hebben als bivak voor de troepen van Napoleon.

## Geschiedenis
SC Petit-Waret werd opgericht in 1969 en ging van start in de laagste provinciale reeksen. Van 1969 tot 1981 speelde men in de Luikse provinciale reeksen. Vanaf 1981 werd men ingedeeld in de Naamse reeksen. Halverwege de jaren 80 kende men een succesvolle periode. In de seizoenen 1983/84 en 1984/85 speelde Petit-Waret 48 matchen zonder nederlaag. De club werd er in 1985 dan ook kampioen en promoveerde zo voor het eerst naar Tweede Provinciale.
Daar bleef men spelen tot 1999. Dat jaar werd Petit-Waret werd er kampioen en promoveerde zo voor het eerst in zijn bestaan naar het hoogste provinciale niveau. Dat niveau bleek echter nog te hoog gegrepen. De ploeg eindigde in 2000 zijn eerste seizoen op een 15de plaats en degradeerde opnieuw. Twee jaar later, in 2002, werd men opnieuw kampioen in Tweede Provinciale en keerde men terug op het hoogste provinciale niveau, ditmaal met meer succes. SC Petit-Waret kon er zich handhaven, tot het er in 2007 kampioen werd. Voor het eerst in de clubgeschiedenis stootte men zo door naar de nationale Vierde Klasse.
Petit-Waret beëindigde zijn eerst seizoen in Vierde als 13de en moest naar de eindronde om de degradatie af te wenden. In die eindronde ging de ploeg onderuit tegen Berchem Sport en ES Vaux. Na amper één seizoen op het nationale niveau zakte de club terug naar de provinciale reeksen. In 2009 werd de club er echter meteen weer kampioen en promoveerde zo weer naar Vierde Klasse. Omwille van financiële moeilijkheden wou de club het volgend seizoen forfait geven met het eerste elftal, om op die manier niet te promoveren. Dit werd echter niet toegestaan door de voetbalbond; volgens de reglementen zou de club bij het weigeren van promotie helemaal kunnen geschrapt worden. SC Petit-Waret moest dus in extremis toch een eerste elftal verzamelen en stijgen naar Vierde Klasse. De club kreeg hulp van derdeklasser UR Namur, dat zijn B-spelers en een trainer ter beschikking stelde. Namur kon zo deze spelers laten spelen op een hoger niveau dan de reservewedstrijden in Derde Klasse. De ploeg werd uiteindelijk dat seizoen allerlaatste in zijn reeks en degradeerde meteen terug naar de provinciale reeksen.